# Lijst van burgemeesters van Heusden (Nederland)
Dit is een lijst van burgemeesters van de Nederlandse gemeente Heusden in de provincie Noord-Brabant.

## Voor 1812
| Ambtsperiode | Naam burgemeester                | Leven                            | Partij of stroming | Bijzonderheden                                                   |
| ------------ | -------------------------------- | -------------------------------- | ------------------ | ---------------------------------------------------------------- |
| ???? - 1592  | Lambert Adriaensz van de Griendt | 1550-1592                        |                    |                                                                  |
| ???? - ????  | Diederik van Hemert              | ?-1707                           |                    | Van 1702 tot 1709 eigenaar van de heerlijkheid Eethen en Meeuwen |
| ???? - ????  | Maarten Brand                    | 26 september 1675 – 15 juli 1759 |                    |                                                                  |

## Vanaf 1812
| Ambtsperiode           | Naam burgemeester                         | Partij of stroming | Bijzonderheden                                                                                              |
| ---------------------- | ----------------------------------------- | ------------------ | --- |
| ???? - ????            |                                           |                    | |
| 1824 - 1832            | J.A. Rietveld                             |                    | |
| 1832 - 1834            | J.H. van Baak                             |                    | |
| 1834 - 27 mei 1840     | Joannes Jacobus (J.J.) Bax                |                    | In (een deel van?) dezelfde periode lid van de Provinciale Staten van Noord-Brabant. Overleden 27 mei 1840. |
| 1840 - 1851            | C. van Dongen                             |                    | |
| 1852 - 1861            | C.J. Bax van Dongen                       |                    | |
| 1861 - 1879            | Jhr. G. van Suchtelen van de Haare        |                    | Werd burgemeester van Olst                                                                                  |
| 8 februari 1880 - 1918 | Pieter Lourens Honcoop                    |                    | |
| 1918 - 1934            | H.J. van Eggelen                          |                    | |
| 1934 - 1937            | W.J.N. Wijs                               |                    | |
| 1938 - 1941            | G.H.J. Steemers                           |                    | |
| 1942 - 1944            | Alfred (A.M.S.) Thomaes                   | NSB                | |
| 1944 - 1945            | G.H.J. Steemers                           |                    | |
| 1945 - 1966            | Antonie (A.) van Delft                    |                    | Waarnemend tot 1947                                                                                         |
| 1966 - 1976            | Gerard (G.M.) Scholten                    | KVP                | |
| 1977 - 1988            | Han (J.J.W.M.) ter Laak                   | KVP / CDA          | |
| 1989 - 1995            | Marie-Rose (M.R.Th.J.G.) Wolterink-Oremus | CDA                | |
| 1995 - 1997            | Joep (J.L.M.) Baartmans-van den Boogaart  | PvdA               | Waarnemend                                                                                                  |
| 1997 - 2012            | Henk (H.P.Th.M.) Willems                  | PvdA               | |
| 2012 - 2017            | Jan (J.) Hamming                          | PvdA               | |
| 2017 - 2018            | Roel (R.H.) Augusteijn                    | CDA                | waarnemend                                                                                                  |
| 2018 - heden           | Willemijn van Hees                        | VVD                | |